# Oxaea schwarzi
Oxaea schwarzi är en biart som beskrevs av Jesus Santiago Moure och Antero Frederico de Seabra 1962. Oxaea schwarzi ingår i släktet Oxaea och familjen grävbin. Inga underarter finns listade i Catalogue of Life.